# Omar al-Mukhtar
ʿOmar al-Mukhtār (in arabo عُمر المُختار‎?, ʿUmar al-Mukhtār; Zawiyat Janzur, 20 agosto 1858 – Soluch, 16 settembre 1931) è stato un imam e guerrigliero libico cirenaico. Guidò la resistenza anticoloniale contro gli italiani negli anni 1920 ed è considerato in Libia un eroe nazionale.

## Biografia
ʿOmar al-Mukhtār nacque da una famiglia di contadini in un villaggio sito tra Barca e Marawa, appartenente alla tribù dei Minifa, nella regione della Cirenaica, allora vassalla con la Tripolitania dell'Impero ottomano.

I suoi genitori erano Mukhtār b. ʿOmar e ʿĀʾisha bt. Muḥārib. Il giovane ʿOmar perse il padre all'età di 16 anni e passò la giovinezza in povertà, studiando per otto anni nella scuola coranica di Giarabub (Giaghbūb), città santa della ṭarīqa della Sanūsiyya, prima di proseguire i suoi studi nella madrasa di Zanzur (Janzūr). Divenne un apprezzato conoscitore del Corano e un imam e aderì poi alla confraternita dei Senussi.

### La resistenza nel deserto
Nell'ottobre del 1911 la Regia Marina, sotto il comando dell'ammiraglio Faravelli, intimò la resa alla guarnigione turca di Tripoli. Ottenutone un rifiuto, iniziarono le operazioni belliche e i forti della città furono bombardati. La città fu occupata il 5 ottobre dai marinai della Regia Marina. ʿOmar al-Mukhtār iniziò subito la lotta, avendo dalla sua parte un seguito che andava da 2000 a 3000 guerriglieri. Agli eventi seguenti presero parte per la prima volta i combattenti senussiti di ʿOmar al-Mukhtār. A seguito della nomina a governatore della Tripolitania italiana di Giuseppe Volpi nel 1922, la politica italiana nei confronti dei guerriglieri libici riprese a farsi più aggressiva. Ciò spinse diversi capi libici, tra cui al-Mukhtār, a contrastare la colonizzazione italiana.

Omar al-Mukhtar

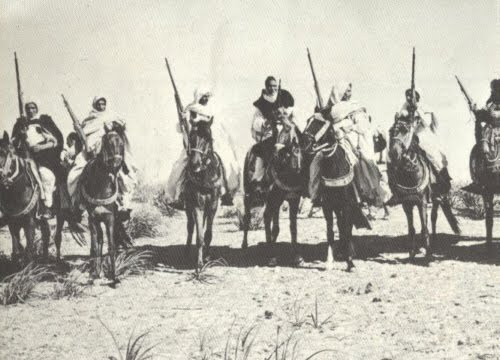
Omar al-Mukhtar alla guida dei Mujāhidīn ("patrioti")

Idrīs al-Senussi il 21 dicembre 1922 si trasferì nel Regno d'Egitto in volontario esilio e, al contempo, nominò suo fratello Muhammad al-Rida governatore della Senussia e al-Mukhtār comandante militare. Al-Mukhtār conosceva molto bene il territorio arido e desertico della Libia e già dal 1924 aveva unificato sotto il suo comando gran parte della guerriglia anti-coloniale. La tattica di al-Mukhtār consisteva in brevi e violenti attacchi a sorpresa, dai quali rapidamente poi si disimpegnava. A tutto ciò si aggiungeva la conoscenza del territorio e il sostanziale appoggio delle tribù locali. Infatti le piccole formazioni guidate da al-Mukhtār riuscivano facilmente a filtrare le aree sotto controllo italiano celandosi tra la popolazione.
Nel 1926 gli uomini di al-Mukhtār erano concentrati nel Gebel dove avevano ricevuto cospicui rinforzi; contro di essi ai primi di marzo furono organizzati dei rastrellamenti da parte del Regio Esercito. Le forze senussite continuarono comunque a compiere azioni di disturbo, come l'attacco alla "Ridotta Siena" nel corso del quale furono presi prigionieri quattro carabinieri e quattro cacciatori d'Africa, che più tardi furono ritrovati uccisi. Un altro attacco fu portato nei dintorni di Bengasi, ma fu respinto dalle truppe del Regio Esercito, che riuscirono a contrattaccare efficacemente infliggendo pesanti perdite.
L'impiego delle autoblindo da parte italiana comportò una serie di successi che restrinse sempre più l'area del Gebel nelle mani dei senussi. Ai successi italiani si aggiunse inoltre l'occupazione dell'importante centro religioso senusso nell'oasi di Giarabub. Pur ripetutamente sconfitti, i senussi riuscirono a reagire, realizzando nel corso dell'estate numerosi attacchi che portarono alla sostituzione del governatore Ernesto Mombelli, al cui posto fu nominato come governatore Attilio Teruzzi. In questo periodo, secondo le pur lacunose notizie che giungevano, al-Mukhtār, abbandonato il proprio "duar", continuò la propria attività di guerrigliero, muovendosi rapidamente con circa una cinquantina di sudanesi per sfuggire agli aerei italiani.
Al-Mukhtār mantenne buoni rapporti con le tribù Braasa e Dorsa che avevano aderito alla ribellione, mentre reagì con razzie di cavalli e dromedari e intimidazioni nei confronti delle tribù, soprattutto della costa, che si erano sottomesse agli italiani. Agli inizi del 1927, Teruzzi, convinto che ai ribelli non dovesse essere lasciato il tempo di riorganizzarsi e altresì dovesse essere loro impedito di attaccare le popolazioni che si erano sottomesse agli italiani, lanciò una serie di operazioni, ma il 28 marzo un battaglione eritreo andò incontro ad un disastro quando fu attaccato da al-Mukhtār ad ar-Raheyba: dei 756 soldati che lo componevano, 310 furono uccisi.
Il nuovo generale Ottorino Mezzetti, resosi conto che gli uomini di al-Mukhtār si rifugiavano nel deserto interno dove gli automezzi italiani non potevano raggiungerli per mancanza di autonomia, decise di mutare tattica e di utilizzare mezzi più efficienti e di muoversi su più colonne per operare manovre avvolgenti che circondassero l'avversario e ricorrendo inoltre all'aviazione. Mezzetti senza alcun preavviso mosse le proprie truppe alle quattro del mattino verso il Gebel, cogliendo i senussi alla sprovvista e sconfiggendoli in una serie di scontri. Tra l'8 e l'11 agosto fu distrutto il "dor" degli ʿAbīd, che erano considerati tra i principali alleati di al-Mukhtār. Nonostante i successi italiani, alla fine dell'estate le razzie contro le popolazioni sottomesse ricominciarono e nel giro di un anno le forze comandate da al-Mukhtār vennero stimate intorno alle 750 unità dotate di 300 cavalli.
Nonostante la ripresa attività dei senussi, alcuni importanti elementi se ne distaccarono, come Mohammed er-Reda, che era il fratello di Idrīs al-Senussi e rappresentante politico della Senussiyya, il quale accettò la pacificazione. Il 29 novembre ʿOmar al-Mukhtār attaccò presso Slonta, un campo dove si trovava la tribù Braasa che si era sottomessa, invadendolo con 250 cavalieri ed infierendo anche su donne e bambini.
Alla fine del 1927 era chiaro che, nonostante i successi italiani, questi non erano stati risolutivi, poiché le perdite dei Senussi venivano rapidamente rimpiazzate, traendo nuove forze dalla popolazione, ed era altresì evidente che le razzie ai danni delle popolazioni sottomesse allargavano il distacco tra queste ed i ribelli.

#### La tregua e la ripresa delle ostilità

ʿOmar al-Mukhtar

Nel dicembre 1928 il governo della Cirenaica e della Tripolitania fu assunto dal generale Pietro Badoglio. Immediatamente Badoglio proclamò alle popolazioni che non si erano sottomesse che, se avessero deposto le armi, avrebbero ottenuto la pace, in caso contrario vi sarebbe stata la guerra. Nella primavera del 1929 fu avviata la riconquista del Fezzan, altra regione che all'epoca sfuggiva al dominio italiano. Nel giugno 1929 al-Mukhtār giunse ad un accordo con il vicegovernatore Domenico Siciliani che portò ad una tregua di due mesi. Il 20 ottobre al-Mukhtār fece sapere che considerava fallito l'accordo; infatti l'8 novembre 1929, su ordine dello stesso al-Mukhtār, a Gasr Benigdem una pattuglia italiana composta da sei militari, uscita per riparare una linea telegrafica, fu attaccata dai libici e registrò quattro caduti e il giorno seguente il bestiame di una tribù che si era sottomessa fu razziato.
Il governatore della Tripolitania Emilio De Bono, venuto a conoscenza della ripresa degli attacchi contro i militari italiani e contro le tribù pacificate, diede ordine di "rompere qualunque forma di trattativa o di tolleranza coi ribelli". Nel giro di un mese gli italiani reagirono con imponenti quanto inconcludenti rastrellamenti. Il 10 gennaio 1930 Siciliani accusò al-Mukhtār di essere un "traditore", annunciando "lotta senza quartiere". Più tardi al-Mukhtār giustificò la ripresa delle ostilità per il tentativo riuscito da parte del governo coloniale di ottenere la defezione del capo politico Muhammad al-Rida dallo schieramento ribelle.

#### Gli ultimi scontri
Nel marzo 1930 il vice-governatore Domenico Siciliani fu avvicendato con Rodolfo Graziani, considerato da De Bono come più energico.
Già il 29 maggio 1930 Graziani diede ordine di arrestare i capi delle zawāya (pl. di zāwiya). La chiusura delle zawāya era già stata ipotizzata nel 1928, ma non vi era stato dato seguito per il timore di inimicarsi i capi religiosi del paese. I beni di ogni zāwiya furono acquisiti dal demanio, ufficialmente per finanziare la costruzione di moschee per la popolazione. In realtà le zawāya erano proprietà del demanio ottomano e di alcune tribù, ma erano state acquisite illegittimamente dai senussi nel periodo in cui gli italiani si erano ritirati sulla costa, sottraendole ai legittimi titolari.
Il sequestro dei beni riguardò solo quelli delle strutture religiose e non quelli dei capi religiosi, dato che "non era intendimento infierire contro le persone, ma attaccare l'istituzione"; solo in seguito, e per decisione di Badoglio, il provvedimento contro le zawiya fu esteso anche alla Tripolitania e ai beni personali dei capi senussiti. Il sequestro dei beni delle zāwiya fu devastante per al-Mukhtār, che si trovò improvvisamente senza finanziamenti. Pietro Badoglio, desideroso di chiudere definitivamente la questione con i ribelli libici, ordinò a Graziani di allontanare la popolazione del Gebel al Akhdar presso cui al-Mukhtār trovava ricovero e protezione e di deportarla in appositi campi di concentramento sulla costa, ancor prima della nomina di Graziani si era infatti evidenziato che la sola opzione militare non era sufficiente per fiaccare la resistenza libica ma si doveva coinvolgere nella repressione l'intera popolazione che forniva assistenza.
Le popolazioni del deserto del Gebel furono quindi deportate negli appositi campi costruiti sulla costa, di cui i più importanti erano Marsa Brega, Soluch, Agedabia, El-Agheila, Sidi Ahmed e El-Abiar. La costruzione dei numerosi campi non mancò di suscitare polemiche in tutto il mondo arabo. La tattica, che si rivelò decisiva nello sconfiggere il ribellismo in Cirenaica, come più tardi ammise lo stesso al-Mukhtār, nasceva dalla volontà di scindere in maniera definitiva le popolazioni sottomesse dai ribelli i quali avevano dimostrato una notevole vitalità. La maggior parte delle popolazioni seminomadi dell'interno fu quindi deportata nei campi di concentramento.
Graziani inoltre fece costruire una barriera di 270 chilometri di filo spinato lungo il confine egiziano tra il porto di Bardia e l'oasi di Giarabub, sede della confraternita senussita. L'obiettivo era di impedire l'arrivo di sostegni economici e militari attraverso il permeabile confine orientale. L'allestimento del reticolato durò da aprile a settembre del 1931 e a sua guardia furono poste, oltre a sette compagnie di àscari e al gruppo sahariano, anche una squadriglia aerea. Altri reparti erano invece posti a presidio dei pozzi.

#### Le oasi di Taizerbo e di Cufra

Graziani e Amedeo d'Aosta entrano nell'oasi di Cufra. Con l'occupazione dell'oasi si strinse ulteriormente il cerchio intorno ad al-Mukhtār

Al fine di isolare maggiormente ʿOmar al-Mukhtār fu avviata l'occupazione delle oasi del deserto, iniziando dall'oasi di Taizerbo, su cui l'aviazione italiana sganciò anche bombe all'iprite. L'occupazione dell'oasi di Cufra si svolse in due fasi distinte; dato che non esistevano piste adeguate, l'azione fu preceduta da una intensa opera di ricognizione e di bombardamento già nell'agosto 1930. Infine il 16 dicembre 1930 partì una imponente colonna composta da circa 2000 uomini e numerosi mezzi,¹ che fu preceduta da nuovi ripetuti bombardamenti dell'aviazione. La colonna italiana giunse sull'obiettivo il 19 gennaio 1931. Lo scontro tra i ribelli libici e i reparti italiani di Lorenzini e Maletti fu durissimo e, come riportò il quotidiano britannico The Times, costrinse circa 500 beduini privi di acqua ad avventurarsi nel deserto per sfuggire alla cattura. Molti di coloro che si erano dispersi nel deserto furono trovati morti, circa 200 secondo la documentazione italiana.
L'occupazione di Cufra rafforzò notevolmente il sistema di sorveglianza sulla fascia sud della Cirenaica e permise di stringere l'assedio contro i ribelli di al-Mukhtār, ma da un punto di vista militare la spedizione non fu determinante.
Più importante fu invece il colpo psicologico inferto alla guerriglia libica, che perse parte del sostegno che aveva da parte delle popolazioni.

#### La cattura

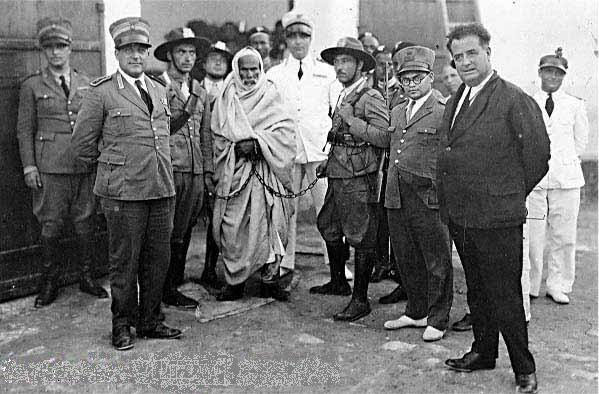
ʿOmar al-Mukhtār in prigionia

Privato del sostegno della popolazione e di quello economico a seguito della costruzione del reticolato sul confine egiziano, nell'estate del 1931, a ʿOmar al-Mukhtār erano rimasti solo 700 uomini e Graziani avviò lunghe trattative, ma, quando fu chiaro che non avrebbero sortito alcun risultato, si risolse nell'impiegare l'esercito e fece circondare l'area in cui si trovavano i ribelli. L'11 settembre 1931, nella piana di Got-Illfù, Al-Mukhtār fu avvistato dall'aviazione italiana, ordinò ai suoi uomini di dividersi per sfuggire alla cattura, ma venne ferito al braccio e gli fu ucciso il cavallo. Catturato dagli squadroni libici a cavallo durante gli scontri di Uadi Bu Taga, fu portato a Bardia e poi trasferito a Bengasi sul cacciatorpediniere Orsini.

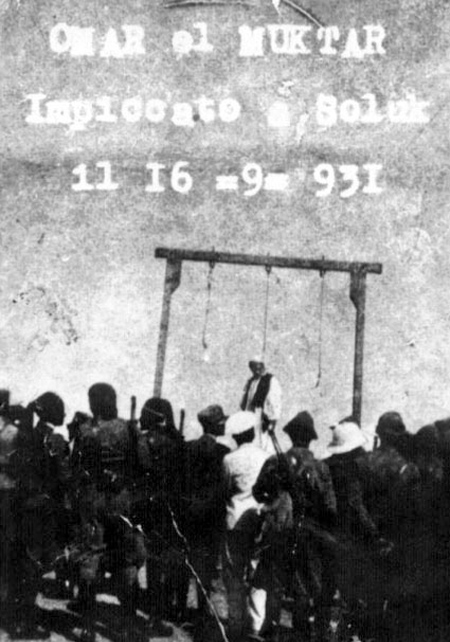
L'impiccagione di ʿOmar al-Mukhtār

Badoglio, in un telegramma del 14 settembre, ordinò a Graziani di "fare regolare processo e conseguente sentenza, che sarà senza dubbio pena di morte, farla eseguire in uno dei grandi concentramenti popolazione indigena". Inoltre Badoglio dispose di far eseguire la sentenza nel più importante campo di concentramento per libici, in modo che fosse vista dal maggior numero di persone. Il processo avvenne nel Palazzo Littorio di Bengasi in maniera sommaria; secondo Giorgio Candeloro, Omar al-Mukhtar avrebbe avuto diritto allo status di prigioniero di guerra e quindi il suo processo sarebbe stato del tutto illegale.
L'accusa contro al-Mukhtār, portata dal PM, colonnello Giuseppe Bedendo, si basò principalmente sull'aver riaperto le ostilità dopo gli accordi di pace del 1929 con l'attacco a Gasr Benigdem, in cui una pattuglia italiana, uscita per riparare una linea telegrafica, aveva subito l'uccisione di quattro militari e per l'uccisione di prigionieri italiani. Per tutta la durata del processo al-Mukhtār mantenne un atteggiamento fiero e negò risolutamente di essersi mai sottomesso al governo coloniale italiano. Il 15 settembre fu pronunciata la condanna a morte. Indicativo di questo clima di giustizia sommaria il fatto che fu condannato a dieci giorni di cella di rigore il suo difensore d'ufficio, il capitano Roberto Lontano, che nell'arringa difensiva aveva sostenuto che al-Mukhtār, non essendosi mai sottomesso e non avendo mai ricevuto finanziamenti dall'Italia, ricadeva nel "diritto di guerra".
L'esecuzione avvenne alle 9 del mattino del 16 settembre 1931 a Soluch, 56 chilometri a sud di Bengasi, in Cirenaica, dove arrivarono ventimila libici per assistere all'esecuzione del settantenne ʿOmar al-Mukhtār, le cui ultime parole furono quelle di un noto versetto coranico: Innā li-llāhi wa innā ilayHi rāgiʿūna ("A Dio apparteniamo ed a Lui ritorniamo").

## Riconoscimenti
In Libia ʿOmar al-Mukhtār è considerato eroe nazionale e sul luogo dell'esecuzione, a Soluch, c'è un monumento che la ricorda; dal 1951 la sua tomba si trova a Bengasi, davanti all'ex Palazzo del Littorio. Oggi l'effigie di ʿOmar al-Mukhtār è riprodotta sulle banconote da 10 dīnār libici. Anche in Italia, a Isnello, in provincia di Palermo, nel maggio del 2000 gli è stata dedicata una via. Gli ultimi anni di vita di ʿOmar al-Mukhtār, pur con molte inesattezze, sono stati raccontati nel film Il leone del deserto del 1981, in cui l'interpretazione del protagonista ʿOmar al-Mukhtār è affidata ad Anthony Quinn. Il film non è mai stato proiettato ufficialmente in Italia in quanto "lesivo dell'onore dell'esercito italiano",  salvo l'11 giugno 2009 quando fu proiettato dalla piattaforma televisiva Sky. Nel 2024 l'associazione Un Ponte Per, che attualmente lo distribuisce in Italia, ha richiesto ed ottenuto il nulla osta ministeriale liberandolo dalla censura e permettendone la visione pubblica.  
In occasione della sua prima visita ufficiale in Italia, il 10 giugno 2009, il leader libico Muʿammar Gheddafi si presentò all'aeroporto italiano di Ciampino accompagnato dall'anziano figlio di al-Mukhtār, con appuntata al petto la fotografia che ne ritraeva l'arresto.